# Alexander Bustamante
Sir William Alexander Clarke Bustamante (ur. 24 lutego 1884 w pobliżu Kingston na Jamajce, zm. 6 sierpnia 1977) – jamajski polityk i działacz związkowy; odznaczony orderem Bohatera Narodowego Jamajki; 1938 założył centralę związków zawodowych, a 1943 Jamajską Partię Pracy (jej przywódca do 1967); główny minister Jamajki od 5 maja 1953 do 2 lutego 1955, jej pierwszy premier po uzyskaniu niepodległości od 29 kwietnia 1962 do 23 lutego 1967.
Syn irlandzkiego plantatora, spędził wiele lat poza krajem. Przebywał głównie w Nowym Jorku, na Kubie i w Panamie. W 1932 powrócił do kraju, gdzie udało mu się nakłonić dotąd apolitycznych jamajskich robotników do organizowania się w związki zawodowe. Podczas stanu wyjątkowego w 1940 został internowany z polecenia gubernatora. W 1943 założył Partię Pracy Jamajki, która w 1944 wygrała wybory do Izby Reprezentantów. Uznany przez następne rządy Wielkiej Brytanii za przywódcę Jamajki, w 1955 otrzymał tytuł szlachecki. Wskutek opozycji wobec jego rządów projekt federacji głównych Wysp Karaibskich zakończył się fiaskiem. W sierpniu 1962 Jamajka uzyskała status dominium. Bustamante objął urząd szefa rządu, jednak słabe zdrowie nie pozwoliło mu sprawować urzędu premiera dłużej niż trzy lata.
Jego wizerunek znajduje się na jamajskich monetach obiegowych o nominale 1 dolara bitych z przerwami od 1969 roku. 